# Пярси
Пя́рси (эст. Pärsi) — деревня в волости Мульги уезда Вильяндимаа на юге Эстонии. 
С 13 февраля 1992 года до 24 октября 2017 года деревня входила в состав волости Каркси (бывшая Полли (эст. Polli vald), упразднена).

## География
Пярси находится в нескольких минутах ходьбы к западу от озера Выртсъярв, недалеко от границы с уездом Пярнумаа и Латвией. Деревня граничит с деревнями Морна, Оти, Каркси, Полли и Алласте, а также с другими деревнями бывшей волости Халлисте. Пярси располагается в 178 км от Таллина (продолжительность поездки на автомобиле — 2 часа 9 минут). Высота над уровнем моря — 75 метров.
В окрестностях Пярси растет в основном смешанный лес.

## Население
По данным переписи населения 2021 года, в деревне проживали 64 человека, из них 63 (98,4 %) — эстонцы.
Численность населения деревни Пярси:
| Год  | 1959 | 1970 | 1979  | 1989 | 2000 | 2011 | 2021 |
| ---- | ---- | ---- | ----- | ---- | ---- | ---- | ---- |
| Чел. | 43   | ↘ 37 | ↗ 101 | ↘ 80 | ↗ 83 | ↘ 68 | ↘ 64 |

## Климат
Среднегодовая температура в регионе составляет 2 °C. Самый тёплый месяц — июль, когда средняя температура составляет 18 °C, а самый холодный — февраль с –12 °C.